# Isla Bellona
Bellona es una isla de la provincia de Rennell y Bellona, en las Islas Salomón, en el océano Pacífico. Tiene una longitud de unos 10 kilómetros y una anchura media de unos 2,5 kilómetros. Está rodeada casi en su totalidad por acantilados de unos 30-70 metros de altura y está compuesta principalmente de caliza, formada a partir de corales.
La isla está densamente poblada y su interior es fértil y exuberante. La isla, al igual que la Isla Rennell, está habitada por polinesios, mientras que la mayoría de las islas de las Salomón están habitadas por melanesios y unas pocas por micronesios. Se la considera una de las islas periféricas polinesias.
En el extremo occidental de la isla, en un lugar llamado Matahenua, hay piedras sagradas. La isla recibió su nombre a principios del siglo XIX, después de que el capitán Edward Gardner llegara con su barco Bellona. Su nombre original es Mu Ngiki.